# Штайнхойтероде
Штайнхойтероде (нем. Steinheuterode) — община в Германии, университетский город, расположен в земле Тюрингия. 
Входит в состав района Айхсфельд. Подчиняется управлению Удер.  Население составляет 256 человек (на 31 декабря 2010 года). Занимает площадь 2,53 км².